# Flaviviridae
Flaviviridae é uma família de vírus. Os vectores são essencialmente artrópodes. A família é composta pelos seguintes géneros:
- Género Flavivirus (espécie-tipo: vírus da febre amarela; também o vírus do Nilo ocidental e o dengue. Contém 67 espécies de vírus identificadas (humanas e animais).
- Género Hepacivirus (espécie-tipo: vírus da hepatite C, membro único)
- Género Pestivirus (espécie-tipo: vírus da diarreia viral bovina; também a peste suína.Contém vírus que infectam mamíferos não humanos.

Possuem um genoma de ARN de polaridade positiva, linear e cadeia simples, com 9,6 a 12.3 quilobases de comprimento. As partículas virais são envelopadas e esféricas, com cerca de 40 a 60 nanómetros de diâmetro.
1. ↑  «Flaviviridae - Flaviviridae - Positive-sense RNA Viruses - ICTV». talk.ictvonline.org (em inglês). 2017. Consultado em 6 de julho de 2021